# Sibynophis geminatus
Sibynophis geminatus е вид змия от семейство Смокообразни (Colubridae). Видът не е застрашен от изчезване.

## Разпространение
Разпространен е в Индонезия (Бали, Малки Зондски острови, Суматра и Ява), Малайзия (Западна Малайзия) и Филипини.